# Thomas Willeboirts Bosschaert
Thomas Willeboirts Bosschaert (1613 Bergen op Zoom – 23. ledna 1654 Antverpy) byl vlámský barokní malíř.

## Životopis
Willeboirts Bosschaert se narodil v nizozemském městě Bergen op Zoom, kam se jeho katolická rodina přestěhovala koncem šestnáctého století. V roce 1628 se přestěhoval do Antverp a na osm let vstoupil do malířského studia Gerarda Segherse. V roce 1636 nebo 1637 se stal antverpským občanem a připojil se k uměleckému spolku Cech Svatého Lukáše. Zemřel v Antverpách.

## Dílo
Jeho styl byl silně ovlivňován Anthony van Dyckem. Maloval obrazy s historickými náměty a portréty. To vedlo některé umělecké historiky k názoru, že Bosschaert mohl u van Dycka studovat. Bosschaert provozoval vlastní studio s nejméně devíti známými žáky a spolupracoval i s dalšími umělci té doby, jako byli Daniel Seghers, Paul de Vos, Jan Fyt, Jan van den Hoecke, Frans Snyders a Adriaen van Utrecht. Pracoval stejně jako Peter Paul Rubens na výzdobě loveckého zámečku Torre de la Parada pro Filipa IV. Španělského v letech 1636–1638. V letech 1641 až 1647 pracoval také pro nizozemského místodržitele Frederika Hendrika Oranžského jako zastupující místodržitel. Vdova Frederika Hendrika Oranžského Amálie zu Solms-Braunfels si u Bosschaerta objednala výzdobu Oranžového sálu v paláci Huis ten Bosch (jeden z královských paláců v nizozemském Haagu). Na projektu výzdoby paláce pracovali malíři jak nizozemští, tak vlámští. V roce 1653 byla v Antverpách vyhlášena soutěž na vytvoření oltářního obrazu za peníze, které byly původně přidělené Van Dyckovi před jeho smrtí. O práci se ucházeli Bosschaert a Cornelis Schut. Schutův obraz Mučednictví svatého Jiří (Královské muzeum výtvarných umění, Antverpy), zvítězil. Bosschaert pracoval na dvou girlandových obrazech pro Daniela Segherse. Bosschaertovu práci na jednom z těchto obrazů Seghers ocenil částkou sto guldenů. Seghers za tento obraz dostal od oranžského knížete zlatý maulstick.

Thomas Willeboirts Bosschaert
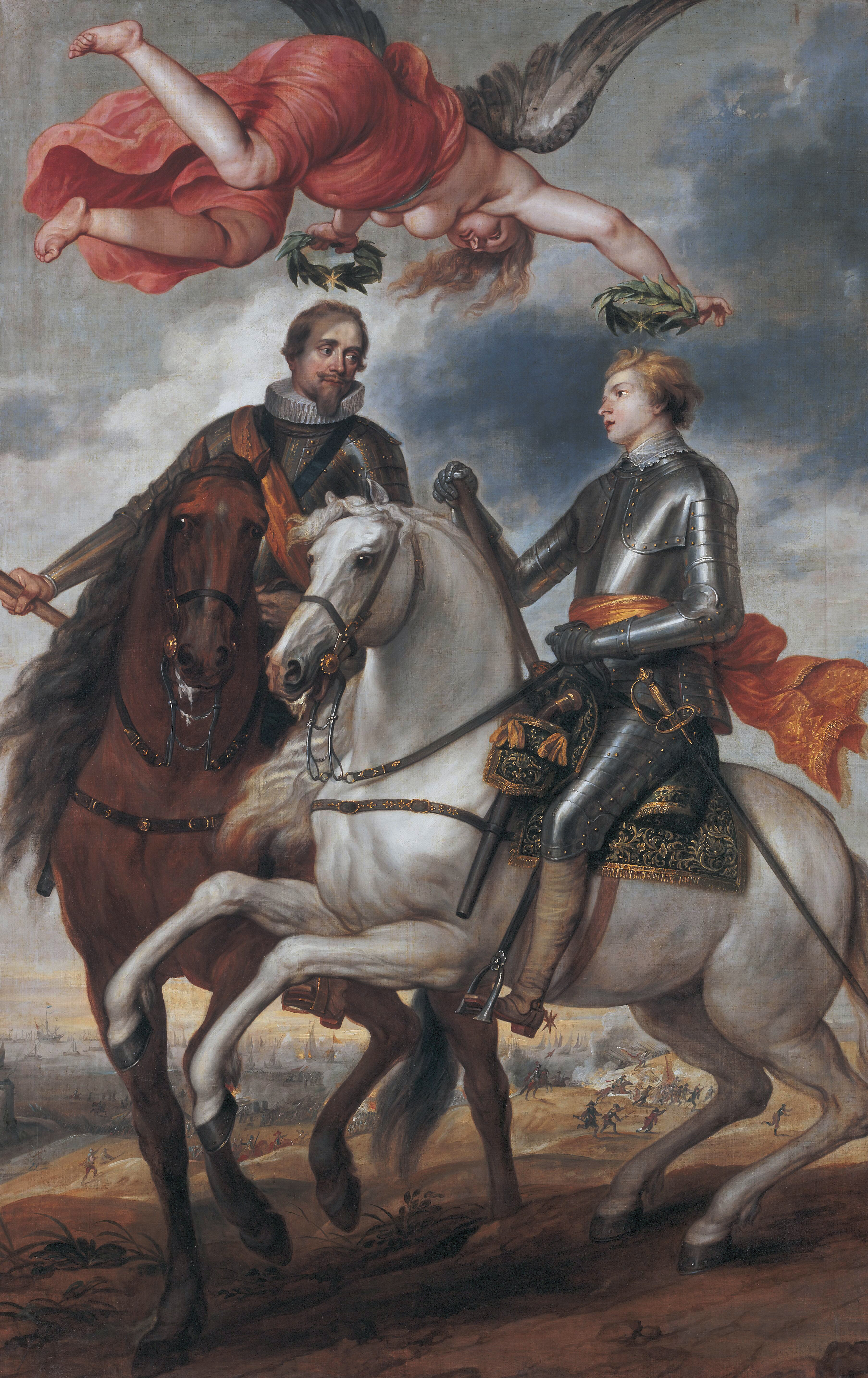
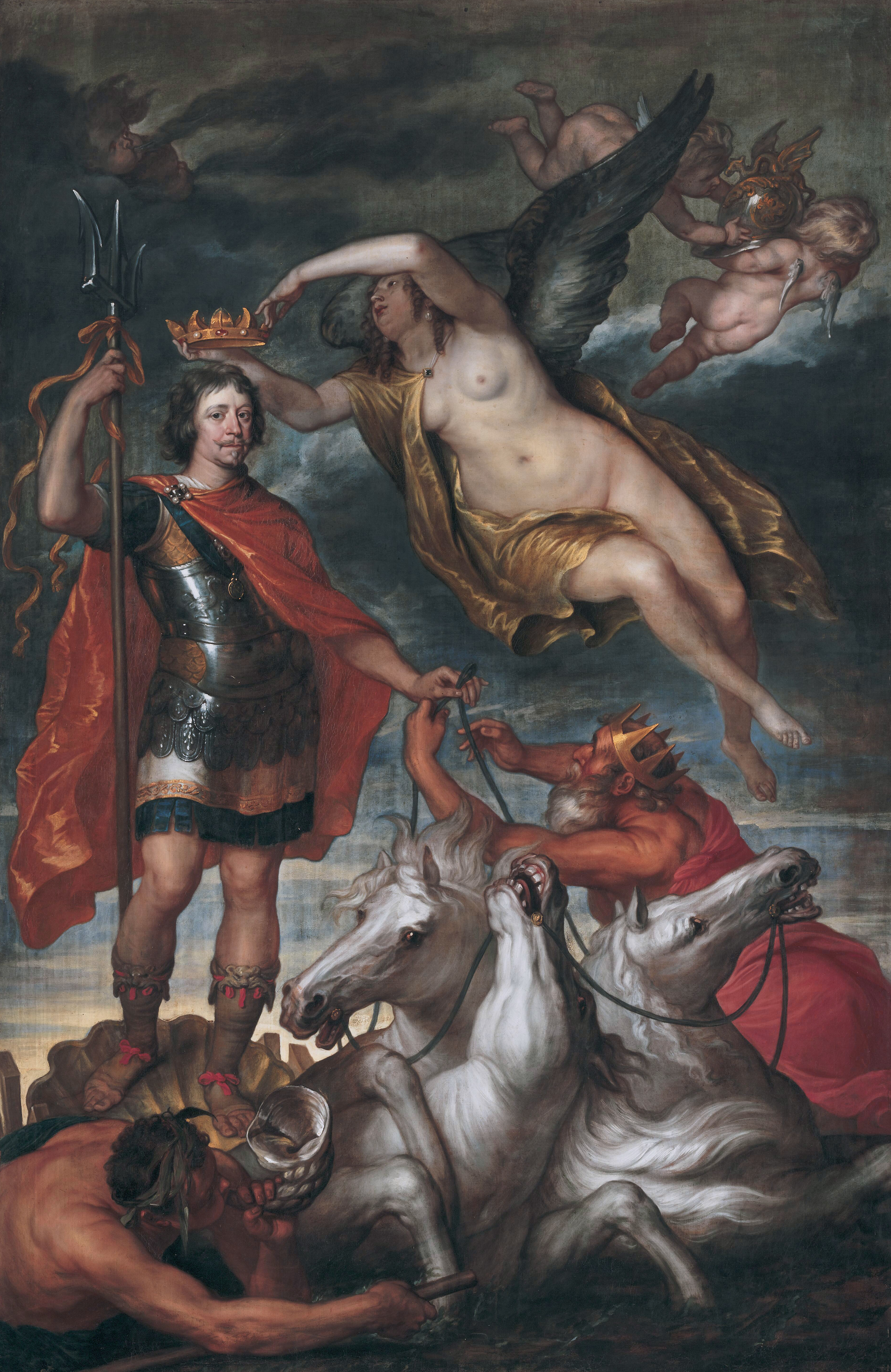
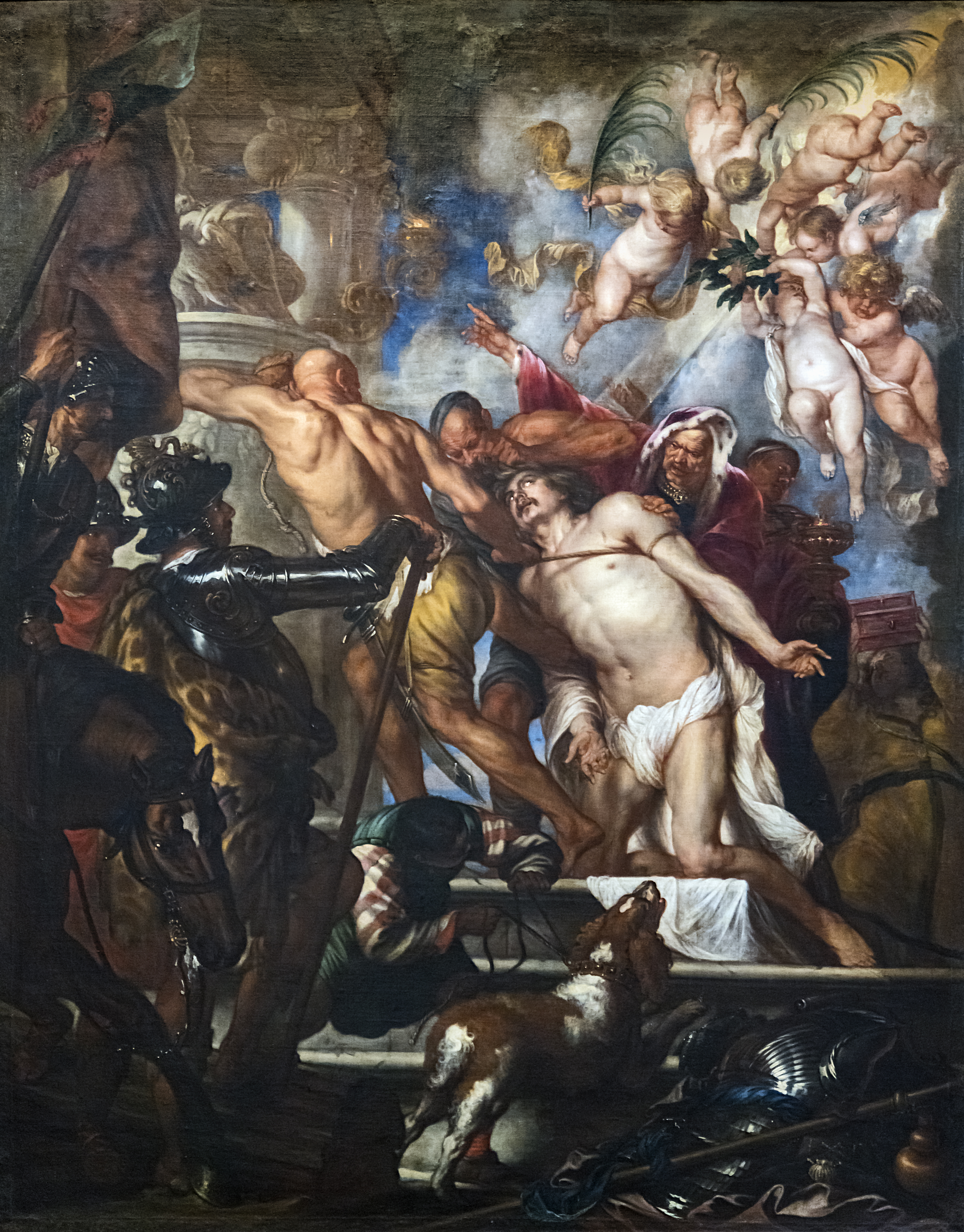
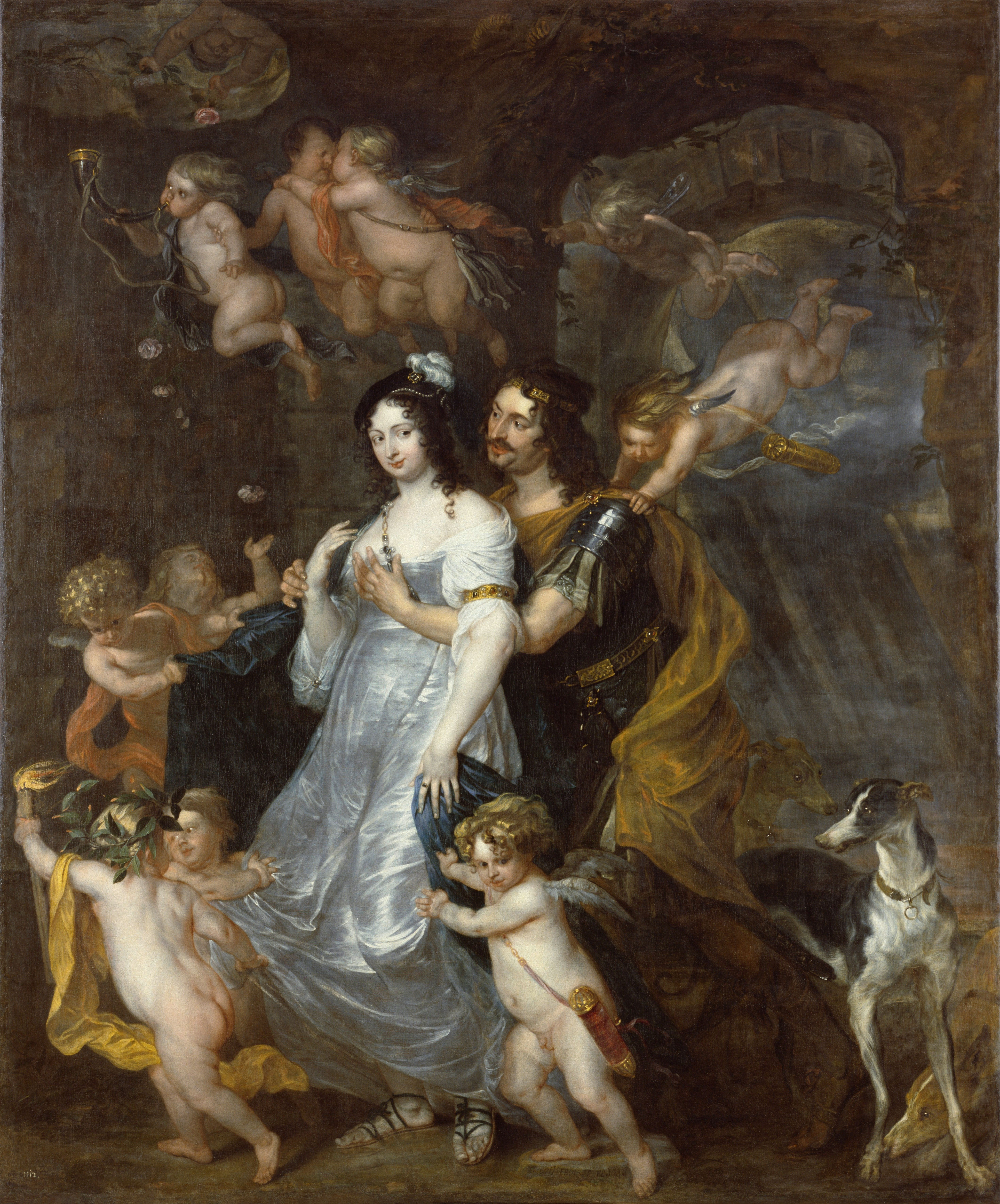
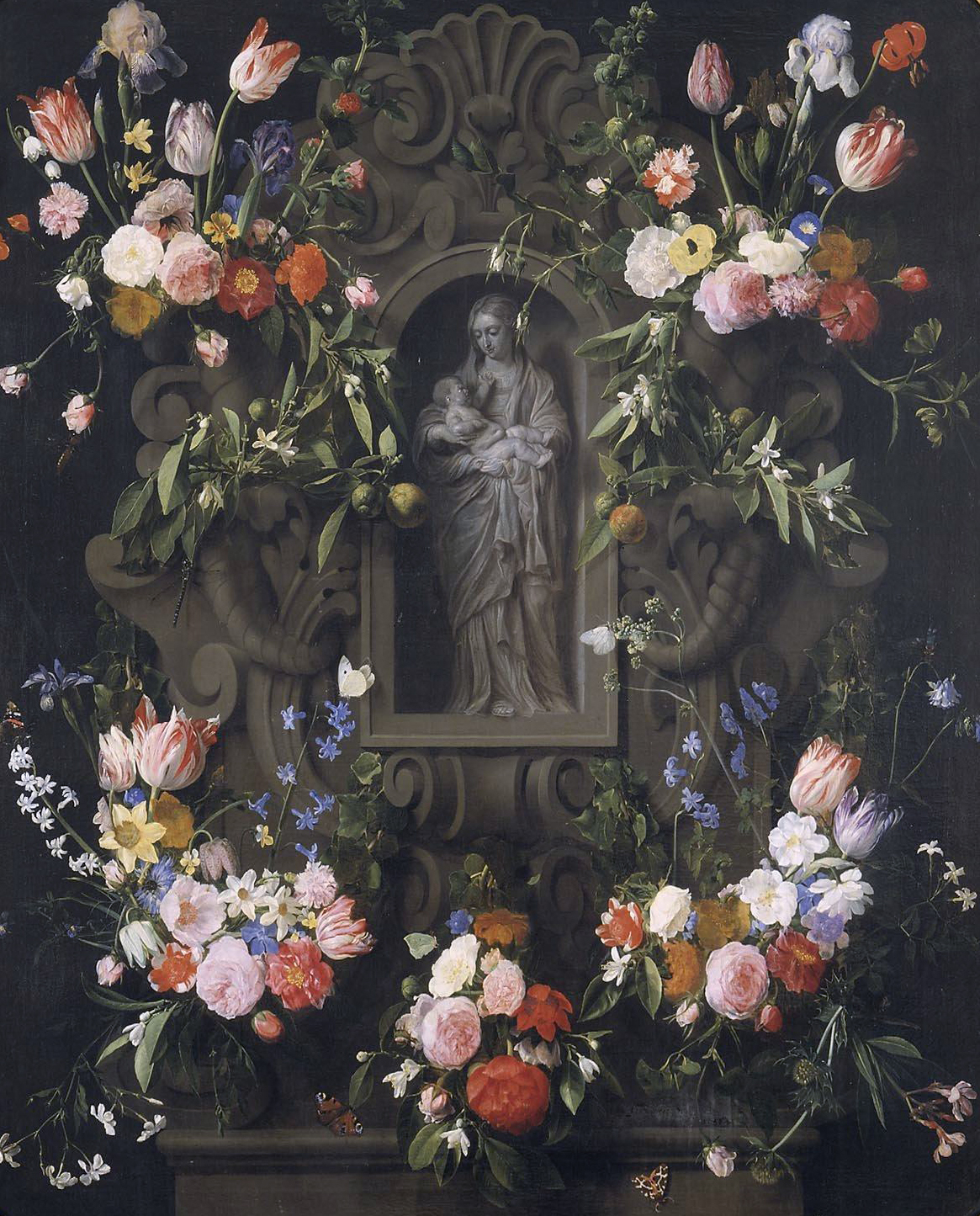

## Popis obrazů v galerii
- Frederik Hendrik Oranžský a Mořic Oranžský jako generálové, olej na plátně, 317 cm × 204,5 cm, rok 1650
- Frederik Hendrik Oranžský jako Pán moří, olej na plátně, 320,5 × 208 cm, rok 1650
- Umučení svatého Jakuba, 1637 (Musée des Augustins de Toulouse), olej na plátně 393 cm × 306 cm, rok 1637
- Dido a Aeneas v jeskyni, olej na plátně, 297 cm × 255 cm, rok 1646
- Daniel Seghers, Girlanda s Pannou, olej na plátně, 151 cm × 122,7 cm, rok 1645. Na obraze spolupracoval i Bosschaert.[4]

Za spolupráci na obraze Daniela Segherse Garland with Virgin (Girlanda s Pannou) dostal Bosschaert od Segherse 100 guldenů. V roce 1645 byl obraz ukázán Fredrikovi Hendrikovi Oranžskému. Ten byl obrazem tak unešen, že nechal vyrobit u zlatníka Hanse Coenraada van Brechtel zlatý maulstick, který v roce 1646 věnoval jezuitskému řádu, jehož byl Seghers členem. Constantijn Huygens, knížecí sekretář, napsal u příležitosti předání děkovnou báseň. Originál maulsticku byl ztracen, ale kopie byla vyrobena kolem roku 1724.

## Poznámka
1. ↑  Mahlstick, nebo maulstick, je hůlka s měkkou koženou nebo polstrovanou hlavou, kterou malíři používali k podpoře ruky držící štětec. Slovo pochází z němčiny a nizozemštiny. Malstock nebo maalstok je malířská hůl, odvozeno od slova malen či malovat. V 16. století byly tyto maulstick často zobrazovány v rukách umělců na jejich portrétech včetně autoportrétů jako součást malířského vybavení.V tomto článku byl použit překlad textu z článku Maulstick na anglické Wikipedii..